# Johnny Moss
Johnny Moss (14 de Maio de 1907 – 16 de Dezembro de 1995) foi um  jogador profissional de poker.
Frequentemente chamado de "velhão" do pôquer, Johnny Moss aprendeu a jogar ainda garoto,quando alguns mestres das cartas lhe ensinaram todos os truques de seu negocio. 
Durante a adolescência, em Odessa, Texas, sua habilidade de identificar trapaças lhe rendeu um emprego como supervisor de jogos de cartas em um bar, o que permitiu que aprendesse estrategias de pôquer.
Poucos anos depois, Johnny caiu na estrada e levou uma vida por vezes perigosa, como jogador itinerante, os chamados ROUNDERS, viajando pelo pais e ganhando a vida com as apostas.
Como especialista em reconhecer o jogo sujo, Moss se sentia ofendido por pessoas que desrespeitavam o jogo, e sempre carregava uma arma para manter sua postura.
Em varias ocasiões ele apontou sua arma ao oponente, ordenando que se despisse, para verificar se carregavam "HOLDOUTS", dispositivos projetados especialmente para esconder cartas.
Num episódio famoso, Johnny Moss notou, durante um jogo, que havia um buraco no teto sobre a mesa, argumentando que alguém no andar de cima estava olhando sua cartas. Como os jogadores negassem veementemente a fraude, ele deu um tiro no teto, atingindo o espião, numa vigorosa demonstração de seu dom para desmascarar trapaças no pôquer.
Até à sua morte em 1995, Moss era um participante assíduo da Série Mundial de Pôquer, ganhando oito braceletes de ouro e mais de US$ 680.000,00 em prêmios nos torneios.
Venceu três dos cinco primeiros campeonatos mundiais, incluindo a competição inaugural de 1970, em que foi eleito o melhor por uma votação entre os próprios jogadores.